# Ripe Aster
「Ripe Aster」（ライプ・アスター）は、日本の歌手・八木海莉のメジャーデビューシングル。2021年12月18日にKi/oon Music（Sony Music Labels Inc.）より発売。

## 概要
- メジャーデビューシングル。
- テレビアニメ『魔法科高校の劣等生 追憶編』の主題歌[7]。
- 2021年12月18日にメジャーデビュー曲として配信され[8]、2022年3月16日にメジャーデビューシングルとしてマキシシングルで発売された[9]。
- 期間生産限定盤のジャケットは『魔法科高校の劣等生』の主人公・司波深雪が描かれた、本作のための描き下ろしイラストが原画風にデザインされている[10]。

## 制作
八木がデモ音源を作成し、おかもとえみ（フレンズ）に共有して広げる形で行われた。八木は「えみさんにアイデアをいろいろもらいながら広げて、いい曲になった！という満足感がありましたね」と語った。
また「私も活動の状況はいろいろ変わってきたけど、やりたいことはずっと変わらないので」とも語っており、タイトルである「アスター」の“変化”追憶“という意味の花言葉と掛けている。

### ミュージック・ビデオ
ミュージック・ビデオは静岡県で撮影された。森のなかで歌うシーン、アトリエで絵を描く場面など、彼女の多彩な表情が楽しめる映像に仕上がった。八木は「静岡に行くのも森のなかで撮影するのも初めてで楽しかったです。大きなキャンバスに絵を描いたこと事は今までなかったので、不安だったんですが、良い感じに完成して良かったです」との感想を述べた。
2021年12月25日20:00にYouTubeにてプレミア公開された。また、12月24日までSpotifyにて「Ripe Aster」を視聴すると、CanvasにMVの一部が毎日20:00更新にて公開された。
| 担当                  | 名前              |
| --------------------- | ----------------- |
| Director              | Raita Kuramoto    |
| Cinematographer       | Yoshiaki Yamamoto |
| 1st Camera Assistant  | Takahiro Nagumo   |
| 2nd Camera Assistant  | Kota Watanuki     |
| Lighting Engineer     | Naoyuki Katagi    |
| Chief Light Assistant | Makoto Takahashi  |
| Light Assistant       | Chizuru Koga      |
| Production Designer   | Kohei Anai        |
| Designer Assistant    | Shiho Kato        |
| Stylist               | Toshio Kuba       |
| Hair & Make Up        | Kanako Fukushima  |
| Editor                | Nozomi Kuramochi  |
| Colorist              | Haruhiko Takayama |
|                       |                   |
| Assistant Director    | Yuta Rikiyama     |
| Production Manager    | Atsushi Hiraki    |
| Production Assistant  | Yuna Mogami       |
| Producer              | Keita Watanabe    |
|                       |                   |
| Art Director          | Gaku Ito          |
| Creative Producer     | Takuma Moriya     |

## 収録内容

### 配信版
| 全作詞: 八木海莉、全作曲: 八木海莉、おかもとえみ、全編曲: eba。 |                |          |                         |      |
| #                                                               | タイトル       | 作詞     | 作曲・編曲              | 時間 |
| 1.                                                              | 「Ripe Aster」 | 八木海莉 | 八木海莉、 おかもとえみ | 3:35 |
| 合計時間:                                                       | 合計時間:      | 3:35     |                         |      |

### 期間生産限定盤
| 全作詞: 八木海莉、全作曲: 八木海莉、おかもとえみ。 |                                                                |           |                         |             |      |
| #                                                  | タイトル                                                       | 作詞      | 作曲・編曲              | 編曲        | 時間 |
| 1.                                                 | 「Ripe Aster」                                                 | 八木海莉  | 八木海莉、 おかもとえみ | eba         | 3:36 |
| 2.                                                 | 「Ripe Aster -Piano Oriented ver-」                            | 八木海莉  | 八木海莉、 おかもとえみ | Emi Nishino | 3:48 |
| 3.                                                 | 「Ripe Aster (DJ Licious Remix) -Sakura Chill Beats Singles-」 | 八木海莉  | 八木海莉、 おかもとえみ | DJ Licious  | 3:55 |
| 4.                                                 | 「Ripe Aster -TV size-」                                       | 八木海莉  | 八木海莉、 おかもとえみ | eba         | 1:36 |
| 合計時間:                                          | 合計時間:                                                      | 合計時間: | 12:55                   |             |      |

| #         | タイトル                                                                 | 作詞 | 作曲・編曲 | 時間 |
| --------- | ------------------------------------------------------------------------ | ---- | ---------- | ---- |
| 1.        | 「Ripe Aster」(Music Video)                                              |      |            | 3:35 |
| 2.        | 「魔法科高校の劣等生 追憶編 Collaboration Movie」                        |      |            | 1:36 |
| 3.        | 「魔法科高校の劣等生 追憶編×八木海莉 Collaboration Movie」(@Warp Square) |      |            | 1:50 |
| 合計時間: | 合計時間:                                                                | 7:01 |            |      |

## Ripe Aster (DJ Licious Remix) -Sakura Chill Beats Singles
「Ripe Aster (DJ Licious Remix) -Sakura Chill Beats Singles」（ライプ・アスター DJリシャス リミックス -サクラチル・ビーツ・シングルス）は、八木海莉 & DJ Liciousの配信限定シングル。2022年2月4日にSony Music Labels Inc.より発売された。

### 概要 (Sakura Chill Beats)
八木海莉「Ripe Aster」を、ベルギー出身のDJ・DJリシャスがリミックス。
動画は、公式のアニメのオープニングテーマやエンディングテーマ曲のリミックス音源を、公式アニメ画やオリジナルアニメ画を載せた動画とともにアップロードするYouTubeチャンネル『Sakura Chill Beats』にて2022年2月5日17時よりYouTube上にて『魔法科高校の劣等生 追憶編』の画像にのせて公開された。
なお、動画に先行して、2月4日より各種音楽配信サービスにて、Sakura Chill Beats Singlesのブランディング名称が入った「Ripe Aster (DJ Licious Remix) -Sakura Chill Beats Singles」が配信された。
2か月後の4月4日に企画が『SACRA BEATS』に改題したことに伴い、現在は「Ripe Aster（DJ Licious Remix）-SACRA BEATS Singles」と楽曲のタイトルも改題されている。

### 収録内容 (Sakura Chill Beats)
| 全作詞: 八木海莉、全作曲: 八木海莉、おかもとえみ、全編曲: DJ Licious。 |                                                               |          |                         |      |
| #                                                                      | タイトル                                                      | 作詞     | 作曲・編曲              | 時間 |
| 1.                                                                     | 「Ripe Aster (DJ Licious Remix) -Sakura Chill Beats Singles」 | 八木海莉 | 八木海莉、 おかもとえみ | 3:55 |
| 合計時間:                                                              | 合計時間:                                                     | 3:55     |                         |      |

## 評価
- Mikikiは「ピアノとストリングスを基調としたサウンドが、透明感のある八木の声と重なり相乗効果を発揮。邪心のないピュアな想いで、歌詞が綴られているように感じさせる。適宜使われているエグるような歌唱法も、楽曲を平たんに聴かせないアクセントとして一役を買う」と評価した[15]。